# کاتسوتوشی تاگوچی
کاتسوتوشی تاگوچی (انگلیسی: Katsutoshi Taguchi؛ زادهٔ ۳۰ اکتبر ۱۹۶۱) بازیکن هندبال اهل ژاپن بود.